# Кантакузенська волость
Кантакузенська волость — історична адміністративно-територіальна одиниця Ананьївського повіту Херсонської губернії.
Станом на 1886 рік складалася з 5 поселень, 6 сільських громад. Населення — 4498 осіб (2244 чоловічої статі та 2254 — жіночої), 434 дворових господарств.
|                     | Площа, десятин | У тому числі орної, дес. |
| ------------------- | -------------- | ------------------------ |
| Сільських громад    | 2265           | 1315                     |
| Приватної власності | 39917          | 10155                    |
| Казенної власності  | —              | —                        |
| Іншої власності     | 153            | 125                      |
| Загалом             | 42335          | 11595                    |

Поселення волості:
- Кантакузівка — колишнє власницьке містечко при річці Буг за 115 верст від повітового міста, 509 осіб, 70 дворів, православна церква, єврейська молитовний будинок, школа, земська станція, 55 лавок, паровий млин, базари через 2 тижні по неділях.
- Ахмечетка — колишнє власницьке містечко при річці Буг, 492 особи, 87 дворів, православна церква, школа, 2 лавки, 2 ярмарки на рік, базари через 2 тижні по неділях.
- Новокантакузівка (Скаржинка) — колишнє власницьке село при річці Буг, 503 особи, 88 дворів.